# Carl-Axel Wangel
Carl-Axel Ewert Wangel, född 14 december 1918 i Sölvesborgs stadsförsamling, Blekinge län, död 6 februari 2014 i Västermalms församling, Stockholm, var en svensk militär.

## Biografi
Wangel avlade officersexamen vid Krigsskolan 1940 och utnämndes samma år till fänrik vid Kronobergs regemente, där han befordrades till löjtnant 1942. Han var adjutant vid staben i I. militärområdet 1944–1947, befordrades till kapten 1948 och var adjutant vid Krigshögskolan 1950–1954, varefter han tjänstgjorde i Infanteriinspektionen i Arméstaben 1957–1960. År 1960 befordrades han till major vid  Södermanlands regemente, varefter han var stabschef vid Bohusläns regemente 1961–1966. År 1966 befordrades han till överstelöjtnant, varefter han tjänstgjorde vid Militärhistoriska avdelningen på Militärhögskolan 1966–1979, därav som lärare i militärhistoria från 1970, som tillförordnad avdelningschef 1970–1971 och som avdelningschef 1977–1979. Wangel var från 1968 under många år verkställande direktör för Militärhistoriska Förlaget och var även verksam i Militärlitteraturföreningen.
Carl-Axel Wangel invaldes 1981 som ledamot av Kungliga Krigsvetenskapsakademien.

## Utmärkelser
- Riddare av Svärdsorden, 1960.[4]